# FC Hämeenlinna
FC Hämeenlinna ist ein finnischer Fußballverein aus Stadt Hämeenlinna.

## Geschichte
Der Verein wurde 1929 als Hämeenlinnan Pallokerho (Fußballklub Hämeenlinna) gegründet. 1992 fusionierte HPK mit PaKä Hämeenlinna zum Kesko-Team Hämeenlinna. 1997 folgte die Umbenennung in FC Hämeenlinna.

## Erfolge
Von 2002 bis 2004 spielte der Verein drei Saisons in der Veikkausliiga (höchste Liga). 2004 erreichte der FC Hämeenlinna das Pokalfinale des Suomen Cup. Im Finnair Stadion verlor Hämeenlinna mit 1:2 gegen Myllykosken Pallo -47.

## Stadion
Das Stadion ist das Kaurialan kenttä in Hämeenlinna. Es bietet 6500 Sitzplätze und 1536 Stehplätze, also insgesamt 8036 Plätze. Ein kleiner Teil ist überdacht.

## Frauenfußball
Die Frauen des FC Hämeenlinna spielen in der zweithöchsten Liga, nachdem sie aus der SM-Sarja abgestiegen waren.

## Bekannte Spieler
| - Anssi Virén - Arto Viljanen - Hans Wikberg - Jukka Sauso - Kristian Kunnas - Ossi Martikainen - Juska Savolainen - Marko Tuominen - Andrew Todd - Istvan Tarlosi |  | - Kari Suomalainen - Jukka Suikki - Mikko Sundberg - Piracaia - Tuomas Peltonen - Roni Porokara - Markus Paija - Teuvo Palkki - Lasse Ollikainen - Esa Mattila |  | - Ismo Lius - Jussi Laihanen - Pekka Kunnola - Petri Koukkula - Teemu Haaja - Gábor Szilágyi - Peke Huuhtanen - Kai Nyyssönen - Oscar Geagea |